# Confederazione italiana archeologi
La Confederazione Italiana Archeologi, in acronimo CIA, è un'associazione di categoria degli archeologi italiani fondata nel 2004.